# Пизано, Марко
Марко Джованни Пизано (итал. Marco Giovanni Pisano; 13 августа 1981, Рим)— итальянский футболист, защитник.

## Карьера
Марко Пизано, воспитанник «Лацио», дебютировал в главной команде клуба 30 ноября 1999 года в матче кубка Италии против «Равенны». В январе 2000 года Пизано был куплен клубом серии B «Брешиа», в котором, правда, на поле так и не вышел. Затем Марко на правах аренды играл в клубе серии С1 «Асколи», а потом в команде того же дивизиона «Таранто». По возвращении в «Брешиа», Пизано наконец дебютирует в команде, 20 октября 2002 года в матче против «Болоньи» (который «Брешия» проиграла 0:3), после чего становится твёрдым игроком запаса, часто выходя на замену.
Летом 2004 года Пизано неожиданно был куплен клубом серии А «Сампдория», в котором постоянно играл в основе и дебютировал в еврокубках, выступая в матчах кубка УЕФА. В 2006 году Пизано был куплен клубом «Палермо», там он играл часто и много, но в последние месяцы выступлений за клуб, в прессе ссорился с болельщиками и покинул команду, уходя на правах аренды в «Торино». 25 июня 2008 года «Торино» объявляет о выкупе игрока за 1,8 млн евро. В этом клубе футболист играл до 2010 года, когда на правах аренды перешёл в «Бари», в порядке обмена на полузащитника Филиппо Антонелли. С этой командой Пизано провел только одну игру, в том же, 2010 году перейдя в «Парму», где под номером 26 играл на позиции левого защитника в сезоне 2010/2011, появившись на поле, впрочем, всего лишь в пяти матчах. В 2011 году Марко Пизано был обменян «Пармой» клубу «Виченца», получив в свою очередь оттуда центрального защитника Раффаэле Скьяви.

## Статистика
| Сезон     | Клуб      | Лига     | Чемпионат | Чемпионат | Кубок | Кубок | Еврокубки | Еврокубки |
| Сезон     | Клуб      | Лига     | Игры      | Голы      | Игры  | Голы  | Игры      | Голы      |
| --------- | --------- | -------- | --------- | --------- | ----- | ----- | --------- | --------- |
| 1999-2000 | Лацио     | Серия А  | 0         | 0         | 1     | 0     | 0         | 0         |
| 1999-2000 | Брешиа    | Серия B  | 0         | 0         | 0     | 0     | 0         | 0         |
| 2000-2001 | Асколи    | Серия С1 | 8         | 1         | ?     | ?     | 0         | 0         |
| 2001-2002 | Таранто   | Серия С1 | 26        | 0         | ?     | ?     | 0         | 0         |
| 2002-2003 | Брешиа    | Серия А  | 17        | 0         | 0     | 0     | 0         | 0         |
| 2003-2004 | Брешиа    | Серия А  | 9         | 0         | 0     | 0     | 0         | 0         |
| 2004-2005 | Сампдория | Серия А  | 28        | 0         | 0     | 0     | 0         | 0         |
| 2005-2006 | Сампдория | Серия А  | 33        | 0         | ?     | ?     | 5         | 0         |
| 2006-2007 | Палермо   | Серия А  | 33        | 0         | 1     | 0     | 5         | 0         |
| 2007-2008 | Палермо   | Серия А  | 6         | 0         | 1     | 0     | 0         | 0         |
| 2007-2008 | Торино    | Серия А  | 14        | 0         | 0     | 0     | 0         | 0         |
| 2008-2009 | Торино    | Серия А  | 19        | 0         | 0     | 0     | 0         | 0         |

## Достижения
- Обладатель кубка Италии: 2000